# NGC 7372
NGC 7372 (другие обозначения — PGC 69670, MCG 2-58-5, ZWG 430.4, KUG 2243+108) — галактика в созвездии Пегас.
Этот объект входит в число перечисленных в оригинальной редакции «Нового общего каталога».
В галактике вспыхнула сверхновая SN 2009hj типа II, её пиковая видимая звездная величина составила 19,1.
В галактике вспыхнула сверхновая SN 2010if типа Ib, её пиковая видимая звездная величина составила 19,3.